# Miss Kiss Kiss Bang

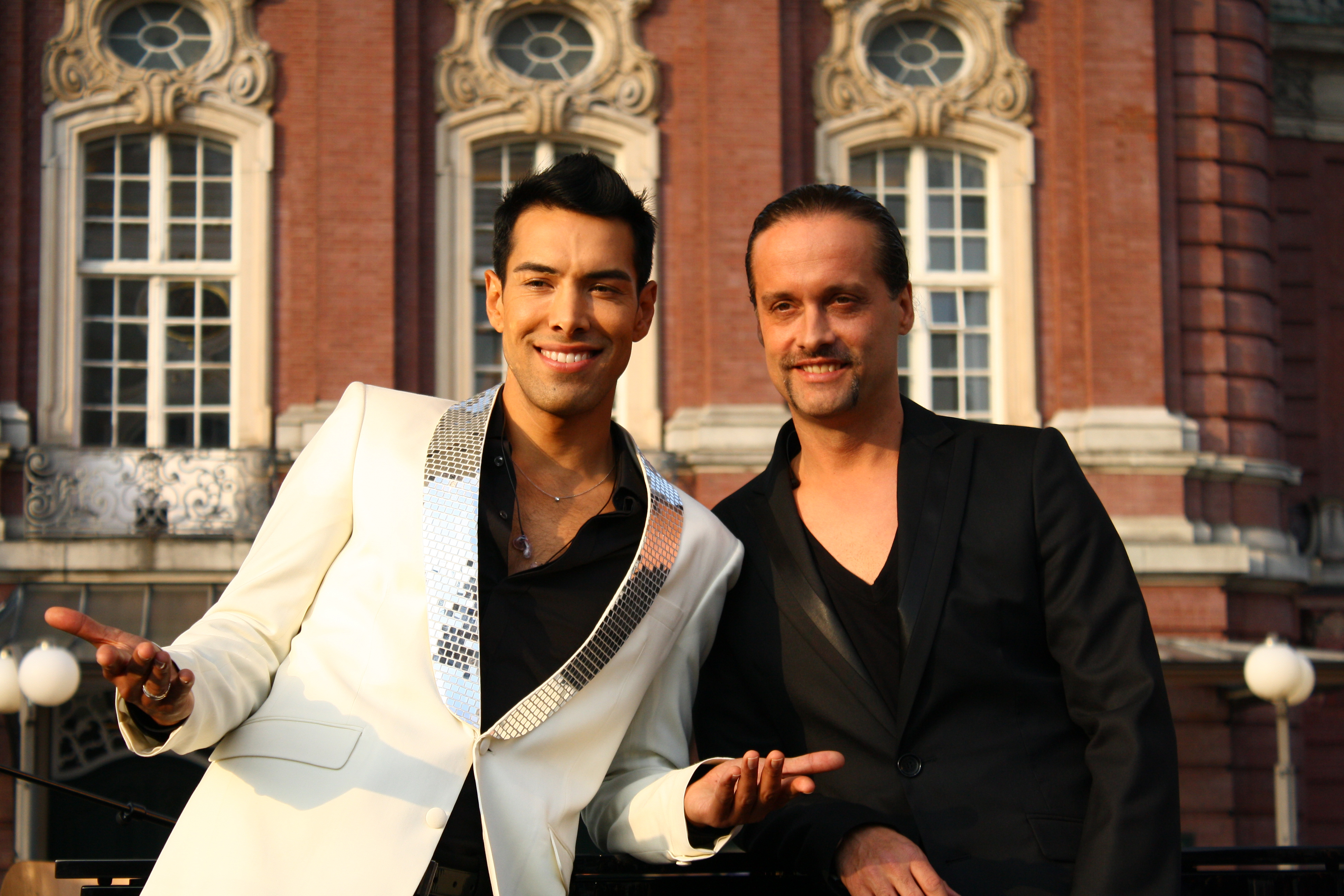
Oscar Loya (links) und Alex Christensen als „Alex Swings Oscar Sings!“

Miss Kiss Kiss Bang war der deutsche Beitrag für den Eurovision Song Contest 2009. Das Lied wurde von Alex Christensen und Steffen Häfelinger geschrieben. Das Lied erreichte 35 Punkte und landete auf dem 20. Platz.

## Liedinhalt

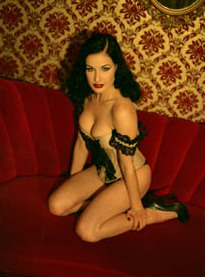
Dita Von Teese trat als teuflische Mrs. Kiss auf

Der Liedtext berichtet davon, wie ein Mann seine Seele an Mrs. Kiss verliert und dieser sich immer mehr in sie verliebt.

## Hintergrundinformationen
Nachdem im Vorjahr das Lied Disappear von den No Angels mit 14 Punkten nur auf den 23. Platz gelandet war, entschied sich der NDR dafür, anstelle eines offiziellen Vorentscheids mit Publikumsbeteiligung eine eigene Jury zusammenzustellen. Hierbei wurde darauf geachtet, dass die Autoren und Künstler hinter dem Lied der Jury nicht offenbart wurden. Diese Jury bestand unter anderem aus Guildo Horn, Peter Urban, Heinz Canibol und Thomas Schreiber.
Hierbei wurde das Lied Miss Kiss Kiss Bang ausgewählt. Premiere hatte das Lied bei der Echoverleihung 2009 am 21. Februar 2009.

## Das Musikvideo
Im offiziellen Musikvideo sind Oscar Loya und Alex Christensen zu sehen, die mit einem Ford Thunderbird durch die Gegend fahren. Dabei treten sie schließlich auf und treffen auf viele schöne Frauen, mit denen sie tanzen. Daneben werden Zeitungsartikel eingeblendet, die über den Erfolg von Alex Swings Oscar Sings! berichten.

## Eurovision Song Contest 2009
Der Auftritt von Alex Swings Oscar Sings! wurde von der New-Burlesque-Künstlerin Dita Von Teese unterstützt. Bereits im Vorfeld gab sie auf ihrer Webseite folgendes bekannt:

„Es wird heiß werden, aber heiß in angemessenem Rahmen.“

Allerdings verbot die Europäische Rundfunkunion eine reine Striptease-Nummer bereits bei der Generalprobe des Liedes. Thomas Schreiber hingegen bezeichnete den Auftritt von Dita Von Tesse als Hochzeit der kunstvollen Verführung.
Beim Hauptauftritt am 16. Mai 2009 saß Alex Christensen am Klavier, der Sänger Oscar Loya trat mit offenem Hemd auf und wurde von zwei zusätzlichen Tänzerinnen umrahmt. Schließlich wurde Dita Von Teese von Alex Christensen angekündigt, die bis dahin auf einem Sofa saß und sich darauf räkelte. Schließlich verführte sie Oscar Loya zum Tanz mit der Peitsche.
Das Lied konnte in der Gesamtwertung 35 Punkte erreichen, die sich wie folgt zusammensetzen:
| Wettbewerber | Abstimmungsergebnisse | Abstimmungsergebnisse | Abstimmungsergebnisse | Abstimmungsergebnisse | Abstimmungsergebnisse | Abstimmungsergebnisse | Abstimmungsergebnisse | Abstimmungsergebnisse | Abstimmungsergebnisse | Abstimmungsergebnisse | Abstimmungsergebnisse | Abstimmungsergebnisse | Abstimmungsergebnisse | Abstimmungsergebnisse | Abstimmungsergebnisse | Abstimmungsergebnisse | Abstimmungsergebnisse | Abstimmungsergebnisse | Abstimmungsergebnisse | Abstimmungsergebnisse | Abstimmungsergebnisse | Abstimmungsergebnisse | Abstimmungsergebnisse | Abstimmungsergebnisse | Abstimmungsergebnisse | Abstimmungsergebnisse | Abstimmungsergebnisse | Abstimmungsergebnisse | Abstimmungsergebnisse | Abstimmungsergebnisse | Abstimmungsergebnisse | Abstimmungsergebnisse | Abstimmungsergebnisse | Abstimmungsergebnisse | Abstimmungsergebnisse | Abstimmungsergebnisse | Abstimmungsergebnisse | Abstimmungsergebnisse | Abstimmungsergebnisse | Abstimmungsergebnisse | Abstimmungsergebnisse | Abstimmungsergebnisse | Abstimmungsergebnisse |
| Wettbewerber | Punkte                | ES                    | BE                    | BY                    | MT                    | DE                    | CZ                    | SE                    | IS                    | FR                    | IL                    | RU                    | LV                    | ME                    | AD                    | FI                    | CH                    | BG                    | LT                    | GB                    | MK                    | SK                    | GR                    | BA                    | UA                    | TR                    | AL                    | RS                    | CY                    | PL                    | NL                    | EE                    | HR                    | PT                    | RO                    | IE                    | DK                    | MD                    | SI                    | AM                    | HU                    | AZ                    | NO                    |
| ------------ | --------------------- | --------------------- | --------------------- | --------------------- | --------------------- | --------------------- | --------------------- | --------------------- | --------------------- | --------------------- | --------------------- | --------------------- | --------------------- | --------------------- | --------------------- | --------------------- | --------------------- | --------------------- | --------------------- | --------------------- | --------------------- | --------------------- | --------------------- | --------------------- | --------------------- | --------------------- | --------------------- | --------------------- | --------------------- | --------------------- | --------------------- | --------------------- | --------------------- | --------------------- | --------------------- | --------------------- | --------------------- | --------------------- | --------------------- | --------------------- | --------------------- | --------------------- | --------------------- |
| Deutschland  | 35                    |                       | 2                     |                       |                       | –                     |                       |                       |                       | 3                     |                       |                       |                       |                       |                       |                       |                       |                       |                       | 7                     |                       |                       |                       | 2                     |                       | 1                     | 3                     |                       |                       |                       | 2                     |                       |                       | 1                     |                       | 1                     | 7                     |                       |                       |                       |                       |                       | 6                     |

## Chartplatzierungen
| ChartsChartplatzierungen     | Höchstplatzierung | Wochen |
| ---------------------------- | ----------------- | ------ |
| Deutschland (GfK)            | 20 (10 Wo.)       | 10     |
| Österreich (Ö3)              | 71 (1 Wo.)        | 1      |
| Vereinigtes Königreich (OCC) | 85 (1 Wo.)        | 1      |